# Góra Siewierska
Góra Siewierska est une localité polonaise de la gmina de Psary, située dans le powiat de Będzin en voïvodie de Silésie.